# Or Bareket
Or Bareket (hebräisch אור  בַּרֶקֶת; * um 1985 in Jerusalem) ist ein israelischer Jazzmusiker (Kontrabass, Komposition).

## Leben und Wirken
Bareket wuchs in Tel-Aviv und Buenos Aires auf. Beeinflusst von Jaco Pastorius begann er im Alter von 16 Jahren E-Bass zu spielen. Mit 18 Jahren wechselte er zum Kontrabass; er begann eine klassische Ausbildung bei Teddy Kling (Solobassist der israelischen Philharmonie) und studierte später bei Michael Klinghoffer, während er zunehmend in der israelischen Jazzszene tätig war und Jazzunterricht bei Avishai Cohen erhielt. 2011 gewann er den 1. Preis beim Jazz-Wettbewerb der International Society of Bassists. Weiterhin nahm er am Banff Workshop for Jazz and Creative Music in Kanada teil.
Seit seinem Umzug nach New York im Jahr 2011, wo er an der New School studierte, etablierte sich Bareket international. Er hat mit den Bands von Leon Parker, Joel Ross, Ari Hoenig (Conner’s Days, 2019), Etienne Charles, Sam Yahel, Camila Meza, Marquis Hill, Aaron Goldberg und Jean-Michel Pilc zusammengearbeitet. Weiterhin ist er mit Musikern wie Joshua Redman, Chris Potter, Hamilton de Holanda, Jeff Ballard, Billy Hart, Peter Bernstein, Jacques Schwarz-Bart, Shai Maestro, Sullivan Fortner und Marta Sánchez aufgetreten. Unter eigenem Namen entstanden seit 2017 mehrere Alben, zunächst OB1 bei Fresh Sound New Talent. Er ist auch auf Alben von Shauli Einav, Michaël Valeanu, Nitai Hershkovits, Fred Nardin und seinem Bruder Eden Bareket zu hören.

## Diskographische Hinweise
- OB1 (Fresh Sound 2017, mit Vitor Gonçalves, Gadi Lehavi, Shachar Elnatan, Ziv Ravitz, Keita Ogawa)
- 33 (Enja 2019, mit Shachar Elnatan, Nitai Hershkovits, Daniel Dor, Camila Meza, Eden Bareket)[2]
- Sahar (Enja 2022, mit Morgan Guerin, Jeremy Corren, Savannah Harris sowie Joel Ross)